# Urodelema
Urodelema ist eine Gattung der Spulwürmer mit drei Arten. Sie sind Parasiten im Darm von Amphibien.

## Merkmale
Urodelema sind Kathlaniinae mit drei großen Lippen, die die gleiche Größe aufweisen und nicht durch Zwischenlippen getrennt sind. Am Kopf sind drei Kutikula-Stränge (cordons) ausgebildet. Der Ösophagus besteht aus einem kleinen Pharynx-Abschnitt, einem länglichen Körper (Corpus), einem angeschwollenen Isthmus und einem gut entwickelten Bulbus mit Klappen.

## Systematik
Zur Gattung gehören folgende Arten:
- Urodelema cryptobranchi Walton, 1930
- Urodelema mackini Walton, 1941
- Urodelema variabilis Walton, 1941

Baker verwendete ursprünglich den Gattungsnamen Cordonema für die drei von Walton beschriebenen Arten, dies ist aber heute nur noch ein Synonym.